# Jori
Jori (o von Jori) è il nome di un'antica famiglia nobile di Zurigo.
L'origine del nome è incerta: forse da "valvassores majores". Le prime menzioni di questa famiglia di Reichsfreiherren (Baroni del Sacro Romano Impero) risalgono all'anno 1069 (sotto l'imperatore Enrico IV).